# 杉山明日香
杉山 明日香（すぎやま あすか）は、日本のソムリエール。ワイン研究家。唎酒師。理論物理学博士。予備校数学講師。

## 人物・来歴
東京都に生まれ、佐賀県唐津市に育つ。1994年福岡県立修猷館高等学校を経て、東京理科大学理学部応用物理学科を卒業。同大学院理学研究科物理学専攻修士課程を経て、同博士課程を修了。専攻は量子統計力学。
大学院在学時から河合塾の数学講師として長く教鞭をとる傍ら、ワインスクール「ASUKA L’école du Vin（アスカ レコール デュ ヴァン）」でソムリエ資格試験対策講座を主宰。また西麻布でワインバー＆レストラン「GOBLIN（ゴブリン）」「Cave de ASUKA（カーヴ ド アスカ）」、パリでレストラン「ENYAA Saké & Champagne（エンヤー サケ＆シャンパーニュ）」をプロデュースするほか、ワインや日本酒の輸出入業を行うなど、お酒の楽しみ方をさまざまな形で発信している。

## 著書
- 『受験のプロに教わるソムリエ試験対策講座』（リトルモア、2014年から毎年度出版）
- 『おいしいワインの選び方』（イースト・プレス、2015年）
- 『ワインの授業 フランス編』（イースト・プレス、2015年）
  - 『新版 ワインの授業 フランス編』（イースト・プレス、2024年、ISBN 978-4781623177）
- 『ワインがおいしいフレンチごはん』（飯島奈美共著、リトルモア、2017年）
- 『受験のプロに教わるソムリエ試験対策問題集：ワイン地図問題付き』（リトルモア、2017年から毎年度出版）
- 『ワインの授業 イタリア編』（イースト・プレス、2018年）
- 『先生、ワインはじめたいです!』（こいしゆうか共著、大和書房、2020年）